# USS Lodestone (ADG-8)
USS Lodestone (ADG-8) – pływająca stacja demagnetyzacyjna z okresu II wojny światowej.
Pierwotnie planowany jako patrolowy okręt eskortowy (ang. patrol craft escort) (PCE-876). Stępkę jednostki położono 27 maja 1943 w stoczni Albina Engine & Machine Works w Portland. Zwodowano ją 30 września 1943, przeklasyfikowano na YDG-8 23 grudnia 1943 i wcielono do służby 10 lipca 1944. Pierwszym dowódcą został komandor podporucznik C. V. Schlaet.

## Służba
Po dziewiczym rejsie YDG-8 opuścił 18 sierpnia San Pedro i udał się na południowy Pacyfik. Operował z Tulagi do początku października. Następnie dołączył do 7 Floty docierając do portu Manus na Wyspach Admiralicji 6 października. Przez resztę wojny YDG-8 wypełniał zadania demagnetyzacyjne na wyspach pacyficznych, głównie w Manus i na Filipinach. Po wojnie wrócił do Stanów Zjednoczonych i został wycofany w maju 1946. Został wcielony do Floty Rezerwowej i zakotwiczony w San Diego. Przeklasyfikowany na ADG-98 1 listopada 1947. Otrzymał nazwę „Lodestone” 1 lutego 1955.
Skreślony z listy jednostek floty 21 lutego 1975, „Lodestone” został zezłomowany 1 maja 1976.